# Dentatus
Dentatus is een Romeins cognomen en betekent: "met tanden geboren".
Beroemde dragers van dit cognomen zijn:
- Manius Curius Dentatus
- Lucius Siccius Dentatus